# セイフ ヘイヴン
『セイフ ヘイヴン』（Safe Haven）は、ラッセ・ハルストレム監督による2013年のアメリカ合衆国の恋愛映画である。ニコラス・スパークスによる同名の小説を原作としている。ジュリアン・ハフ、ジョシュ・デュアメル、コビー・スマルダーズらである。

## あらすじ
深夜、着の身着のまま逃げ出した女性エリンは長距離バスに乗り込むが、その後を刑事ケヴィンが追ってくる。ケヴィンはエリンの夫で、彼女に暴力を振るうため、エリンは夫の元から逃げ出していたのだ。エリンは小さな港町で降りて、ケイティと名を変えてカフェで働き、森のコテージに住み始める。
まもなく雑貨店を営むアレックスという男性と親しくなる。彼は妻をがんで亡くし、娘レクシーと息子ジョシュと暮らすシングルファーザーで、家族ぐるみの付き合いになる。また、近くに住む女性ジョーとも交流が始まる。
一方、ケイティことエリンを執拗に追う刑事ケヴィンは、エリンを殺人犯として全国指名手配をして追いかけ、それを知った上司から停職処分を受けていたが、なおもストーカー行為は収まらずエスカレートする。
ケイティとアレックスはデートを重ね恋人同士になるが、ある日、警察を訪れたアレックスが、エリンという名のケイティの指名手配書を見て驚き、ケイティに町を去れ、と告げる。
誤解を解くこともなく町を去ろうとするケイティと、別れようと決めたが諦めきれず追いかけるアレックス、二人は互いを理解し愛を確かめ合った。
しかし夏祭りの日、ついにケヴィンがエリンの前に現れる。拒絶するエリンに逆上したケヴィンは家の周りにガソリンを撒いて、火災になって家は全焼してしまう。そしてエリンはケヴィンともみ合いになり、正当防衛からケヴィンを銃で撃った。
数日後、アレックスの亡き妻が残した手紙が明かされる。残した夫の未来の妻宛てに「家族のことをお願い」と思いをしたためていて、それを受け取ったエリンは家族の一員になっていくのだった。

## キャスト
※括弧内は日本語吹替
- ケイティ・フェルドマン - ジュリアン・ハフ（白石涼子）
- アレックス・ウィートリー - ジョシュ・デュアメル（高橋広樹）
- ジョー - コビー・スマルダーズ（本田貴子）
- ケヴィン・ティアニー - デビッド・ライオンズ（桐本琢也）
- レクシー・ウィートリー - ミミ・カークランド（大亀あすか）
- ジョシュ・ウィートリー - ノア・ロマックス（矢口千博）
- ロジャー - レッド・ウェスト（武田幸史）

## 製作
主要撮影は2012年6月18日よりノースカロライナ州ウィルミントンとサウスポートで開始された。

## 公開
当初は2013年2月8日公開予定であったが、1週間後の2月14日に変更された。 

### ホームメディア
北米では、DVDとBlu-rayは2013年5月7日に発売された。